# Méfiez-vous des inconnus (film)
Pour plus de détails, voir Fiche technique et Distribution.
Méfiez-vous des inconnus (Never Take Sweets from a Stranger) est un thriller britannique réalisé par Cyril Frankel, sorti en 1960.

## Synopsis
Peter Carter veut se venger d'un pédophile qui s'en est pris à sa fille Jean, 9 ans. L'homme fait partie d'une puissante famille qui fait régner sa loi dans la ville où il se rend.

## Fiche technique
- Réalisateur : Cyril Frankel
- Scénariste : John Hunter d'après la pièce de théâtre de Roger Garis
- Musique : Elisabeth Lutyens
- Photographie : Freddie Francis
- Montage : Alfred Cox
- Maquillage : Roy Ashton
- Création des décors : Bernard Robinson
- Création des costumes : Yvonne Blake
- Distribution : Dorothy Holloway
- Producteur : Anthony Hinds
- Producteur associé : Anthony Nelson Keys
- Producteur exécutif : Michael Carreras
- Compagnie de production : Hammer films Productions
- Compagnie de distribution : Columbia Pictures Corporation
- Nationalité :  Royaume-Uni
- Langue : Anglais Mono (RCA Sound Recording)
- Image : Noir et blanc
- Ratio écran : 2.35:1
- Négatif : 35 mm
- Procédé cinématographique : MegaScope
- Durée : 91 minutes

## Distribution
- Gwen Watford : Sally Carter
- Patrick Allen : Peter Carter
- Felix Aylmer : Clarence Olderberry Sr.
- Alison Leggatt : Martha
- Bill Nagy : Clarence Olderberry Jr.
- Michael Gwynn : Procureur
- Budd Knapp : Hammond
- Estelle Brody : Eunice Kalliduke
- Helen Horton : Sylvia Kingsley
- Robert Arden : Tom Demarest
- Gaylord Cavallaro : Neal Phillips
- Vera Cook : Madame Demarest
- Janina Faye : Jean Carter
- Frances Green : Lucille
- James Dyrenforth : Docteur Stevens
- Hazel Jennings : Madame Olderberry
- Cal McCord : Charles Kalliduke
- Sheila Robins : Madame Jackson
- Larry O'Connor : Sam Kinsgley
- Shirley Butler : Madame Nash
- Michael Hammond : Sammy Nash
- Peter Carlisle : Usher